# 恒星進化論
天体物理学において恒星進化論（こうせいしんかろん、英語：stellar evolution）とは、恒星の誕生から最期までにおこる恒星内の構造の変化を扱う理論である。
恒星進化論においては、恒星を生物になぞらえてその誕生から最期までを恒星の一生とし、幼年期の星、壮年期の星、老年期の星、星の死といった用語を用いる。恒星進化論で用いられている進化も生物になぞらえた言葉であるが、生物の進化とは異なり、世代を超えた変化ではなく1つの恒星の形成から終焉までの変化を表している。
恒星は自分自身の重力があるので常に収縮しようとする。しかし、収縮すると重力によるポテンシャルエネルギーが熱に変わる。また充分に高温高圧になれば核融合反応が起こり熱が発生する。これらの熱によってガスの温度が上昇すればガスは膨張しようとする。このようにして収縮と膨張が釣り合ったところで恒星は安定している。重力と核融合によるエネルギーを使い果たすと、恒星は収縮をとどめることができず最期を迎える。
以下に現在の恒星進化論による恒星の一生を示す。
なお、一般的に恒星は進化の過程で恒星風などの理由により、その質量を徐々に減少させていくため、下記のいずれの過程の太陽質量も「そのイベントが発生した時点の質量」にもとづくものであり、既知の恒星の現時点での質量がそのまま当てはまるものではない。

## 原始星の誕生
暗黒星雲の一部が近くで起こった超新星爆発の衝撃波などを受けて圧縮され密度の高い部分ができる。するとこの部分は重力が強くなり周囲の星雲の物質を引き寄せるようになる。するとさらに重力が強くなり加速度的に密度が高くなっていく。この際に重力によるポテンシャルエネルギーが熱に変わるので温度が上昇していき、熱放射が始まる。これが原始星である。

## 主系列星
原始星は徐々に収縮して重力によるポテンシャルエネルギーを熱に変えて中心の温度を上昇させていく。この状態の星は不規則な変光をするおうし座T型星として観測される。中心の温度が1000万Kを超えると水素がヘリウムへと変換される核融合反応が起こり始める。核融合反応によって発生する大きなエネルギーにより収縮は押しとどめられて星は主系列星となる。
主系列星では、核融合反応が激しくなると星全体が膨張して温度を下げて核融合反応を弱め、核融合反応が弱くなると星全体が収縮して温度を上げて核融合反応を強める。このようにして自動的に核融合反応が調節されており、一定の温度、構造で安定している。この状態は中心の水素が枯渇してヘリウムの核ができるまで続く。

## 赤色巨星
ヘリウムの核の表面では水素の核融合が進行し、ヘリウムの核の質量は増えていく。ヘリウムの核は質量が増えるとかえって収縮し、温度が上がる。外層部の水素は、中心部の温度が上がるので膨張する。膨張につれて星の表面温度は低下していき赤色巨星となる。この後の恒星の進化はその質量によって異なる。

## ウォルフ・ライエ星
質量が太陽の40倍を超えるような大質量星では、赤色巨星への進化の途中で外層を吹き飛ばし、内部の高温の部分が露出する。そのため赤色巨星にはならず、青色巨星へと進化する。このような恒星をウォルフ・ライエ星という。恒星の内部は質量が太陽の40倍以下の恒星と同様に進化する。

## 白色矮星
赤色巨星の外層では恒星の中心からの距離が遠く重力が弱いために徐々にガスが周囲に流出し、外層を失った恒星は核融合反応が停止した核の部分だけを残して一生を終える。この核は収縮により地球程度の大きさとなっており、白色矮星と呼ばれる。白色矮星は、熱放射により長い時間をかけてゆっくりと冷却していき、最後には光と熱を完全に失った黒色矮星へと変化していくものと考えられている。
質量が太陽の46%以下の恒星は中心核の温度がヘリウムの核融合が起きるほどには上昇しないため、赤色巨星にはならず、水素を消費し尽くして核融合反応が止まった時点で白色矮星となり一生を終えるものと予想される。ただし、赤色矮星の寿命は短くても1000億年、長ければ10兆年以上に及ぶと推測され、これは現在の宇宙の年齢（約138億年）よりも長いため、このようにして一生を終えた星は現在の時点ではまだ存在しないと考えられている。

## ケフェイド変光星
質量が太陽の46%よりも大きい恒星では、ヘリウムの核の収縮が進行して温度が1億Kを超えた時点で、その中心部分でヘリウムから炭素および酸素への核融合反応が始まる。すると、主系列星のときと同じように安定に調節される核融合反応が起こるので、星全体が収縮して主系列星に近い状態に戻る。この時に恒星の外層が不安定な状態となり、星全体が脈動するケフェイド変光星となる。

## ミラ型変光星
中心のヘリウムが枯渇すると、水素が枯渇したときと同じように、中心にある炭素および酸素の核が収縮しはじめ、その周辺ではヘリウムの核融合反応が起こり始める。そして再び膨張が始まり、恒星は赤色巨星となる。膨張がある程度よりも進むと、恒星の外層は不安定な状態となり、星全体が脈動するミラ型変光星となる。ミラ型変光星は脈動とともに外層のガスを周囲の空間に放出していく。
質量が太陽の8倍以下の恒星では、中心核の温度は炭素が核融合を起こすほどには上昇しないので、質量が太陽の46%以下の恒星の場合と同じように、外層を失った炭素と酸素の核である白色矮星となってその一生を終える。周囲に放出されたガスは惑星状星雲として輝く。

## 超新星
質量が太陽の8倍以上の恒星では、中心核の温度が6億Kを超え、炭素の核融合反応が起こりネオンやマグネシウムを生成する。
質量が太陽の8 - 10倍の恒星では、さらに温度が上昇するとネオンやマグネシウムが電子捕獲反応を起こしはじめる。すると中心核での圧力が一気に下がって重力を支えられなくなり、恒星は一気に収縮する。これが重力崩壊である。
質量が太陽の10倍以上の恒星では、核融合反応がさらに進行する。中心核の温度が15億Kを超えると酸素の核融合によりケイ素などが、さらに25億Kを超えるとケイ素などの核融合により鉄などが生成される。原子番号が鉄付近の原子核は最も安定な原子核であるので核融合はこれ以上は進まない。さらに鉄の中心核の温度が上昇して100億Kを超えると鉄の原子核がヘリウムに分解される反応がはじまる。この分解は吸熱反応であるので、やはり同じように中心核での圧力が一気に下がって重力崩壊が起こる。
重力崩壊の際には莫大な量の重力によるポテンシャルエネルギーが解放されて、恒星全体が吹き飛ぶ。これが超新星爆発である。

## 中性子星
質量が太陽の10 - 20倍程度までの恒星の場合には、超新星爆発のあとに重力崩壊で押しつぶされた直径10km程度の中心核が残る。これは非常に強い重力のために原子核に電子が吸収されて星のほとんどが中性子からなっている中性子星である。直径は10km程度でも、質量は太陽と同じ程度の非常に高密度の星である。

## ブラックホール
質量が太陽の30倍よりも大きい恒星の場合には、超新星爆発のあとに中性子星になってもその重力を支えることができずに、重力崩壊が進行して、極限まで収縮したブラックホール（恒星ブラックホール）となる。

## 極超新星
質量が太陽の40倍よりも大きい恒星の場合には、超新星爆発の規模が極めて大きい極超新星となる。極超新星はガンマ線バーストを伴って観測されることもあり、中心核はブラックホールとして残存すると考えられている。

## 対不安定型超新星爆発
質量が太陽の100倍よりも大きい恒星の場合には、通常の重力崩壊による超新星とは全く異なる、対不安定型超新星と呼ばれるプロセスを経て超新星爆発が発生する。
このうち、質量が太陽の100倍から130倍の間までの恒星の場合、対不安定型超新星爆発によって恒星の一部が破壊されたあとに対不安定状態が平衡状態に戻り、質量の一部を失いながら恒星としての寿命が継続する（脈動対不安定型超新星）と考えられており、質量が太陽の130倍から250倍の間までの恒星の場合、対不安定型超新星爆発によって文字通り恒星全体が跡形もなく吹き飛び、ブラックホールすらも残さないような最期を迎えるものと考えられている。

## 光崩壊
質量が太陽の250倍よりも大きい恒星の場合には、通常の重力崩壊による超新星や対不安定型超新星とも異なる光崩壊と呼ばれるプロセスを経て、中心核がブラックホールとして残存すると考えられている。
質量が太陽の250倍から300倍までの恒星の場合、中心核の鉄原子が完全な光崩壊を引き起こしてヘリウム4に変化する可能性があり、原子が燃焼できる理論上最大の質量（130太陽質量前後）で爆発することから、超新星爆発の規模は太陽の15倍程度の質量の恒星で発生するII型超新星の100倍以上、極超新星の10倍以上にも達すると推定されている。しかし、質量が太陽の300倍を超える恒星の場合には、中心核自体も130太陽質量を超えるため、ヘリウム4の中心核は燃焼できないまま重力崩壊の途上でブラックホールへと直接変化しはじめる。そのため、超新星爆発は起こらず、恒星は自身の中心部に生成されたブラックホールに飲み込まれるようにして消滅することになると推定されている。これらの進化の分岐は、恒星に含有される金属が非常に少ない種族IIIの恒星でのみ発生すると考えられている。
なお、種族Iや種族IIの恒星の場合は、質量が太陽の250倍を超えた段階から、中心核が重力崩壊の過程でブラックホールへと直接変化して超新星爆発を起こさずに消滅すると考えられている。

## 比較
|                    | 太陽    | 白色矮星 | 中性子星 | ブラックホール |
| ------------------ | ------- | -------- | -------- | -------------- |
| 大きさ             | 139万㎞ | 1万㎞    | 10km     | 3km            |
| 密度(1cm3)         | 1g      | 500kg    | 5億kg    | 200億kg        |
| 表面での重力       | 28G     | 10万G    | 1000億G  | 2兆G           |
| 表面での重さ(60kg) | 2t      | 8000t    | 80億t    | 900億t         |